# Fonds-Parisien
Fonds-Parisien est une section communale  de la commune de Ganthier à Haïti dans le département de l'Ouest. Fonds-Parisien est situé près de l'étang Saumâtre.

## Description
Fonds-Parisien est un village qui ne dispose pas d'eau potable (les puits artésiens sont rares). La majorité de la population survit de la vente de fruits et légumes et de l'aide apportée par les membres familiaux émigrés en République dominicaine située à environ 10 kilomètres à l'est au poste-frontière de la localité de Malpasse. Les rapports sont parfois très tendus entre le bourg de Fonds-Parisien et le bourg de Ganthier.
L'UNICEF intervient à Fonds-Parisien pour les vaccinations et les soins auprès des enfants.
À la suite du tremblement de terre d'Haïti de 2010, Fonds-Parisien accueille un vaste camp de réfugiés venant de Port-au-Prince dont certains espèrent gagner le territoire de la République dominicaine située à quelques kilomètres à l'ouest de Fonds-Parisien. L'UNICEF y gère un centre de convalescence transfrontalier qui s'occupe des victimes haïtiennes du séisme grâce à une assistance médicale urgente.